# Abdul Wakil Muttawakil
Abdul Wakil Muttawaki, född omkring 1958, är en pashtunsk islamist. Han var Afghanistans utrikesminister 1999–2001 i talibanregeringen. Det var genom honom som det mesta av kontakten mellan talibanregimen och omvärlden gick. 
Muttawakil var den som officiellt lät meddela att Talibanregimen inte tänkte samarbeta med USA i jakten på dem som misstänktes ligga bakom 11 september-attackerna och som förmodades hålla sig gömda i Afghanistan, däribland Usama bin Ladin. detta skulle leda till att USA senare invaderade landet och Talibanregimens fall.
Den 10 februari 2002 överlämnade Mattawakil sig själv frivilligt till amerikansk militär. Han frisläpptes 2003 och talibanerna tog avstånd från honom.